# Chrysopa dahli
Chrysopa dahli is een insect uit de familie van de gaasvliegen (Chrysopidae), die tot de orde netvleugeligen (Neuroptera) behoort. 
Chrysopa dahli is voor het eerst wetenschappelijk beschreven door Navás in 1925.